# 1510.
1510. je drugo desetletje v 16. stoletju med letoma 1510 in 1519. 